# Chaetodon semeion
Chaetodon semeion är en fiskart som beskrevs av Bleeker, 1855. Chaetodon semeion ingår i släktet Chaetodon och familjen Chaetodontidae. IUCN kategoriserar arten globalt som livskraftig. Inga underarter finns listade i Catalogue of Life.